# Andreas Clausen
Andreas Clausen, auch Claussen, († nach 1649) war ein Baumeister aus Husum.

## Leben und Wirken
Die Lebensdaten von Andreas Clausen sind unbekannt. Dokumentiert ist, dass er eine Ehefrau mit Vornamen Gode und einen Sohn namens Tim hatte, den er am 14. Sonntag post Trinitas 1630 taufen ließ.
Während des Brandes von Hadersleben, den fliehende Soldaten des Königs Christian IV. am 18. September 1627 ausgelöst hatten, erlitt die dortige Marienkirche schwere Schäden. Der König erteilte seinem Statthalter Franz Rantzau am 23. Dezember 1629 den Auftrag, den Wiederaufbau der Stadt in die Wege zu leiten. Amtmann Georg von Ahlefeld rief hierzu die Maurermeister Andreas Clausen und Lauertz Jacobsen aus Ripsen nach Hadersleben.
Jacobsen führte die Maurerarbeiten an der Haderslebener Schule aus und riss die Kirche teilweise ab. Clausen übernahm den Wiederaufbau der Kirche. Gemäß dem mit dem Amtmann geschlossenen Vertrag sollte er die östliche, weniger in Mitleidenschaft gezogene Hälfte der Kirche reparieren, die Pfeiler, Wände und Gewölbe der anderen Hälfte neu errichten, alle Dächer eindecken und den Verstrich ausführen. Dafür sollte er 1700 Mark bekommen. Der Vertrag umfasste auch einen Anbau von vier Kapellen an der Südseite der Kirche, wofür er weitere 900 Mark erhalten sollte.
Clausen begann mit den Arbeiten am 5. Juni 1631. Im Frühjahr 1632 gerieten die Arbeiten ins Stocken, da Geld fehlte. Am 4. April 1632 konnte er das Werk fortsetzen und 1635 den ersten Bauabschnitt abschließen. Einen Neubau des Turms stellte er zurück und versah den abgegangenen großen Westgiebel zunächst mit einer Bretterwand.
Am 5. Februar 1650 schloss Amtmann Cai von Ahlefeldt einen neuen Vertrag mit Clausen und dessen Kollegen Adrian Adriansen, die den zweiten Bauabschnitt starteten. Im Sommer 1650 entstand der große Westgiebel mit einem schlanken Turm mit Wendeltreppe. 1651 führte Adriansen alleine die westliche Vorhalle aus. Bei den Arbeiten an der Kirche ist davon auszugehen, dass der Baumeister hier nicht nach vorgegebenen Zeichnung arbeitete, sondern selbst schöpferisch tätig wurde.
Zwischen den beiden Bauphasen in Hadersleben arbeitete Clausen in Apenrade. Am 22. November 1640 unterzeichnete er einen Vertrag mit Bürgermeister und Stadtrat. Hier sollte er den Chor der Nicolaikirche gemäß einer ihm übergebenen Zeichnung vergrößern und den vorhandenen, zu kleinen Chor abreißen. Die Entlohnung betrug 700 Reichstaler. Alle Maurer-, Zimmer-, Schmiede sowie Glasarbeiten dauerten bis 1641.
1646 führte Clausen für Christian IV. Maurerarbeiten an den Gewölben der Schlosskirche der Hansburg aus. Nach 1649 besserte er für König Friedrich III. Baureste des Schlosses aus. Weitere Tätigkeiten sind nicht dokumentiert.